# پوشتیکاوا

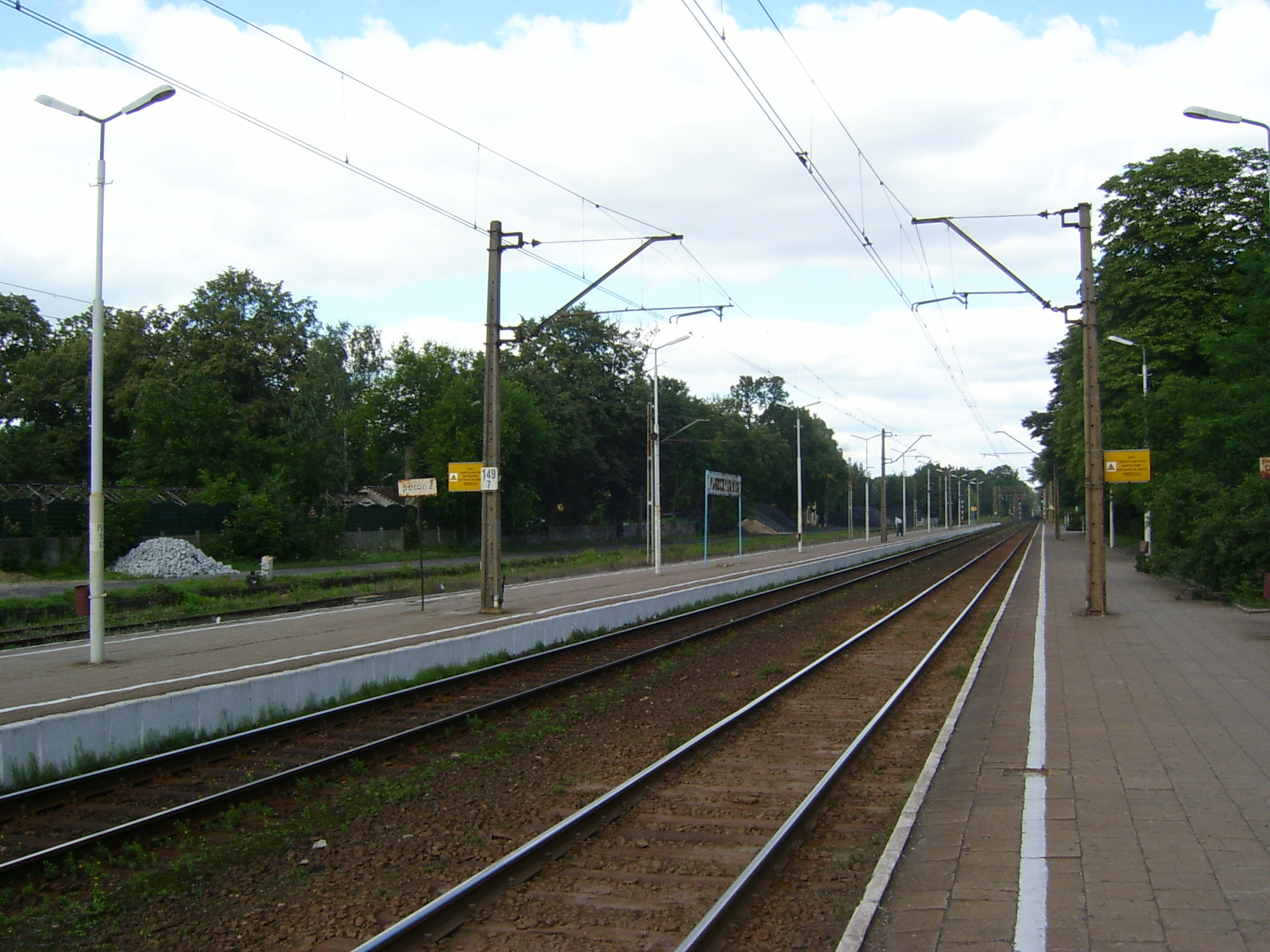
ایستگاه قطار پوشتیکاوا

پوشتیکاوا ([puʂt͡ʂɨˈkɔvɔ], آلمانی: Puszczykowo; Unterberg) یک منطقهٔ مسکونی در لهستان است که در Poznań County واقع شده‌است. جمعیت این شهرکوچک تا سال ۲۰۰۴ میلادی، ۹٬۱۷۷ نفر بوده‌است.

## خصوصیات
پوشتیکاوا ۱۶٫۶۵ کیلومتر مربع مساحت و ۹٬۷۵۶ نفر جمعیت دارد.

## خواهرخوانده
شهر Châteaugiron خواهرخواندهٔ پوشتیکاوا هست.